# Pedra rúnica

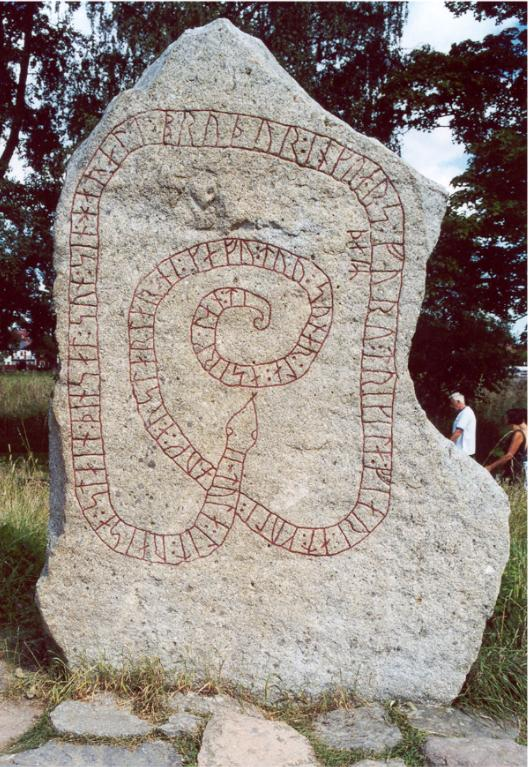
Pedra de Gripsholm
(meados do século XI)

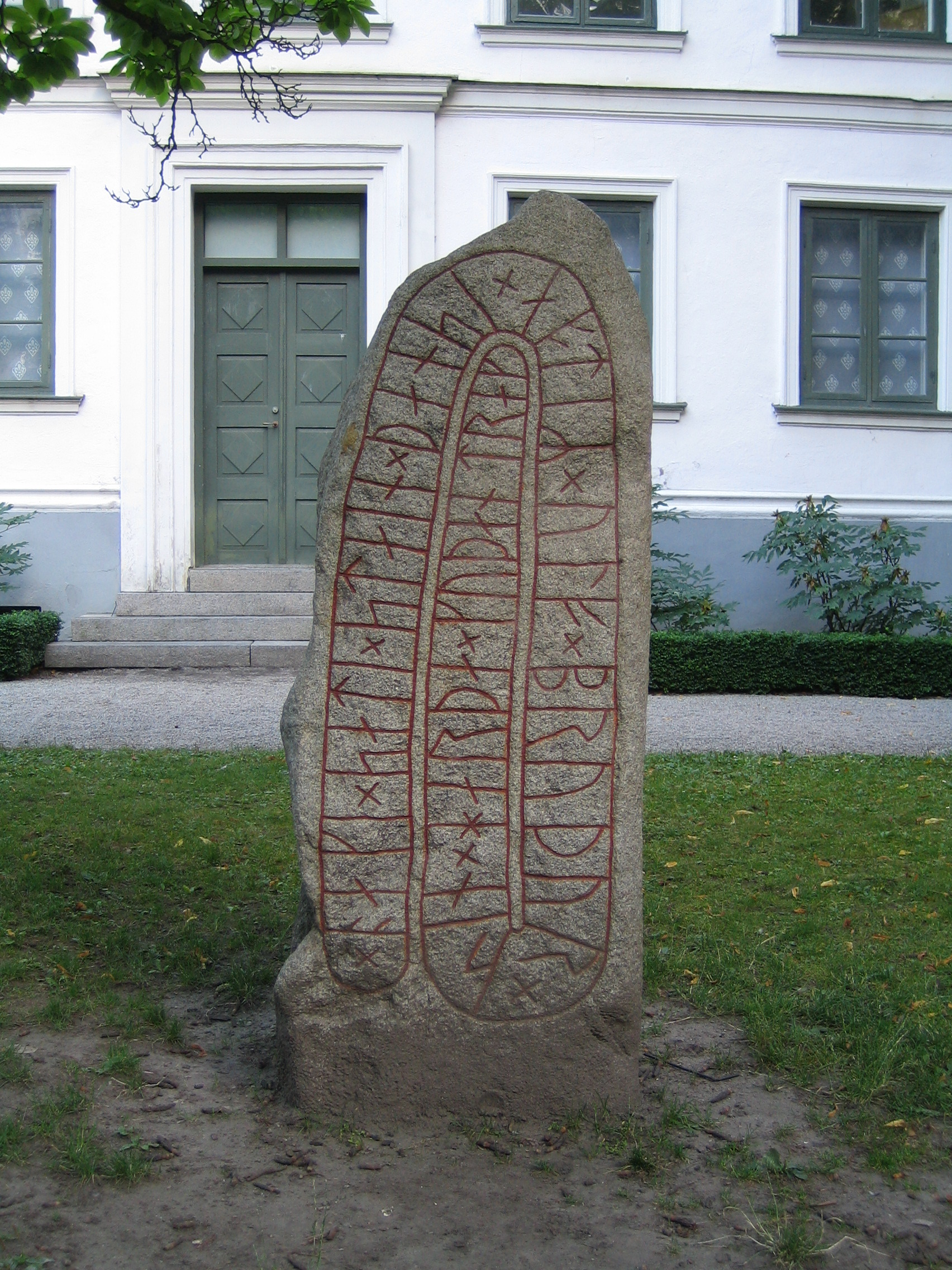
Pedra de Bjäresjö 2

Pedra rúnica (em sueco: runsten; em dinamarquês: runesten; em norueguês: runestein) é uma pedra erguida contendo runas (letras características, usadas para escrever nas línguas germânicas, desde o século II ao XI). 
São conhecidas cerca de 6000 inscrições com caracteres rúnicos nas regiões habitadas pelos povos germânicos, não só em pedras rúnicas mas também em rochedos, peças de madeira, objetos metálicos, etc... Das pedras rúnicas achadas na Escandinávia, umas 2500 foram encontradas na Suécia (em particular na região da Uppland e do Vale do Mälaren), umas 50 na Noruega, umas 300 na Dinamarca, e nenhuma na Finlândia ou na Islândia. 
Estas pedras estão datadas principalmente para os séculos X e XI – nos tempos da Era Viquingue, embora haja exemplares do século IV até o XII.  Em geral, as pedras rúnicas eram colocadas em locais bem visíveis, como caminhos, pontes e portos, e assinalavam frequentemente a morte de homens importantes, podendo por vezes ser decoradas com certos motivos típicos. 
Entre as pedras rúnicas mais conhecidas estão: 
- Pedra de Rök (Rökstenen, Suécia)
- Pedra de Sparlösa (Sparlösastenen, Suécia)
- Pedras de Jelling (Jellingstenene, Dinamarca)
- Pedra de Dynna (Dynnasteinen, Noruega)